# Équipe de Belgique de football au Championnat d'Europe 2020
Cet article relate le parcours de l’équipe de Belgique de football lors du Championnat d'Europe de football 2020 organisé dans 11 grandes villes d'Europe du 11 juin au 11 juillet 2021.

## Maillots
Le 13 novembre 2019, Adidas présente les maillots domicile et extérieur de la Belgique pour l'Euro 2020. Ces derniers se distinguent par un changement majeur, celui de blason.
La tenue domicile est à dominante rouge, mais avec deux bandes noires et une bande rouge à effet "coup de pinceau" se croisant pour suggérer la lettre B qui fait écho au nouveau blason de la sélection. Un short et des chaussettes rouges complètent l'ensemble.
La tenue extérieur est quant à elle de couleur gris/beige accompagné par de discrets motifs gris foncé, avec des manches noires et rouges.

## Qualifications
| Rang | Équipe      | Pts | J  | G  | N | P  | Bp | Bc | Diff |  | Résultats (▼ dom., ► ext.) |     |     |     |     |     |     |
| ---- | ----------- | --- | -- | -- | - | -- | -- | -- | ---- |  | -------------------------- | --- | --- | --- | --- | --- | --- |
| 1    | Belgique    | 30  | 10 | 10 | 0 | 0  | 40 | 3  | +37  |  | Belgique                   |     | 3-1 | 3-0 | 6-1 | 3-0 | 9-0 |
| 2    | Russie      | 24  | 10 | 8  | 0 | 2  | 33 | 8  | +25  |  | Russie                     | 1-4 |     | 4-0 | 1-0 | 1-0 | 9-0 |
| 3    | Écosse (B)  | 15  | 10 | 5  | 0 | 5  | 16 | 19 | -3   |  | Écosse (B)                 | 0-4 | 1-2 |     | 2-1 | 3-1 | 6-0 |
| 4    | Chypre      | 10  | 10 | 3  | 1 | 6  | 15 | 20 | -5   |  | Chypre                     | 0-2 | 0-5 | 1-2 |     | 1-1 | 5-0 |
| 5    | Kazakhstan  | 10  | 10 | 3  | 1 | 6  | 13 | 17 | -4   |  | Kazakhstan                 | 0-2 | 0-4 | 3-0 | 1-2 |     | 4-0 |
| 6    | Saint-Marin | 0   | 10 | 0  | 0 | 10 | 1  | 51 | -50  |  | Saint-Marin                | 0-4 | 0-5 | 0-2 | 0-4 | 1-3 |     |

- Sélection directement qualifiée pour l'Euro 2020

## Matchs de préparation
Liste détaillée des matches amicaux de la Belgique depuis sa qualification à l'Euro:
| 1er match            | Belgique      | 1 - 1   | Côte d'Ivoire     | Stade Roi Baudouin, Bruxelles                    |                                                  |
| 8 octobre 2020 20h45 | Batshuayi 53e | (0 - 0) | 87e (pen.) Kessié | Spectateurs : 7 000 Arbitrage : Serdar Gözübüyük | Spectateurs : 7 000 Arbitrage : Serdar Gözübüyük |

| 2e match               | Belgique          | 2 - 1   | Suisse      | Stade Den Dreef, Louvain                               |                                                        |
| 11 novembre 2020 20h45 | Batshuayi 49e 70e | (0 - 1) | 12e Mehmedi | Spectateurs : 0 (huis clos) Arbitrage : Jérôme Brisard | Spectateurs : 0 (huis clos) Arbitrage : Jérôme Brisard |

| 3e match          | Belgique      | 1 - 1   | Grèce         | Stade Roi Baudouin, Bruxelles                           |                                                         |
| 3 juin 2021 20h45 | T. Hazard 20e | (1 - 0) | 66e Tzavéllas | Spectateurs : 0 (huis clos) Arbitrage : Fábio Veríssimo | Spectateurs : 0 (huis clos) Arbitrage : Fábio Veríssimo |

| 4e match          | Belgique   | 1 - 0   | Croatie | Stade Roi Baudouin, Bruxelles              |                                            |
| 6 juin 2021 20h45 | Lukaku 38e | (1 - 0) |         | Spectateurs : 50 Arbitrage : Deniz Aytekin | Spectateurs : 50 Arbitrage : Deniz Aytekin |

## Phase finale

### Effectif
NB : Les âges et les sélections sont calculés au début de l'Euro 2020, le 11 juin 2021.

### Premier tour
| v · m | Équipe   | Pts | J | G | N | P | Bp | Bc | Diff |
| ----- | -------- | --- | - | - | - | - | -- | -- | ---- |
| 1     | Belgique | 9   | 3 | 3 | 0 | 0 | 7  | 1  | +6   |
| 2     | Danemark | 3   | 3 | 1 | 0 | 2 | 5  | 4  | +1   |
| 3     | Finlande | 3   | 3 | 1 | 0 | 2 | 1  | 3  | -2   |
| 4     | Russie   | 3   | 3 | 1 | 0 | 2 | 2  | 7  | -5   |

#### Belgique - Russie
| Match 4                    | Belgique                                                    | 3 - 0   | Russie | Stade Krestovski, Saint-Petersbourg                                                                | |
| 12 juin 2021 21h00 (22h00) | ( Mertens) Lukaku 10e · Meunier 34e · ( Meunier) Lukaku 88e | (2 - 0) |        | Spectateurs : 26 264 Arbitrage : Antonio Mateu Lahoz Arbitre vidéo : Alejandro Hernández Hernández | Spectateurs : 26 264 Arbitrage : Antonio Mateu Lahoz Arbitre vidéo : Alejandro Hernández Hernández |
| 12 juin 2021 21h00 (22h00) | Rapport                                                     |         |        | Spectateurs : 26 264 Arbitrage : Antonio Mateu Lahoz Arbitre vidéo : Alejandro Hernández Hernández | Spectateurs : 26 264 Arbitrage : Antonio Mateu Lahoz Arbitre vidéo : Alejandro Hernández Hernández |

| Belgique | Russie |

| BELGIQUE :       |    |                           |     |
|                  |    |                           |     |
| Gardien de but   | 1  | Thibaut Courtois          |     |
|                  | 5  | Jan Vertonghen            | 76e |
|                  | 4  | Dedryck Boyata            |     |
|                  | 2  | Toby Alderweireld         |     |
|                  | 16 | Thorgan Hazard            |     |
|                  | 8  | Youri Tielemans           |     |
|                  | 19 | Leander Dendoncker        |     |
|                  | 21 | Timothy Castagne          | 27e |
|                  | 11 | Yannick Ferreira Carrasco | 77e |
|                  | 9  | Romelu Lukaku             |     |
|                  | 14 | Dries Mertens             | 72e |
| Remplaçants :    |    |                           |     |
|                  | 15 | Thomas Meunier            | 27e |
|                  | 10 | Eden Hazard               | 72e |
|                  | 3  | Thomas Vermaelen          | 76e |
|                  | 26 | Dennis Praet              | 77e |
| Sélectionneur :  |    |                           |     |
| Roberto Martínez |    |                           |     |

| RUSSIE :                |    |                       |     |     |
|                         |    |                       |     |     |
| Gardien de but          | 1  | Anton Chounine        |     |     |
|                         | 18 | Iouri Jirkov          | 43e |     |
|                         | 14 | Gueorgui Djikiya      |     |     |
|                         | 5  | Andreï Semionov       |     |     |
|                         | 2  | Mário Fernandes       |     |     |
|                         | 8  | Dmitri Barinov        | 46e |     |
|                         | 7  | Magomed Ozdoïev       |     |     |
|                         | 23 | Daler Kouziaïev       | 29e |     |
|                         | 17 | Aleksandr Golovine    |     |     |
|                         | 11 | Roman Zobnine         | 63e |     |
|                         | 22 | Artiom Dziouba        |     |     |
| Remplaçants :           |    |                       |     |     |
|                         | 6  | Denis Cheryshev       | 29e | 63e |
|                         | 4  | Viatcheslav Karavaïev | 43e |     |
|                         | 3  | Igor Diveïev          | 46e |     |
|                         | 26 | Maksim Moukhine       | 63e |     |
|                         | 15 | Alekseï Mirantchouk   | 63e |     |
| Sélectionneur :         |    |                       |     |     |
| Stanislav Tchertchessov |    |                       |     |     |

| Assistants : Pau Cebrián Devís Roberto Díaz Pérez del Palomar Quatrième arbitre : Fernando Rapallini Homme du match : Romelu Lukaku |

#### Danemark - Belgique
| Match 17           | Danemark               | 1 - 2   | Belgique                                                | Parken Stadium, Copenhague                                                    |                                                                               |
| 17 juin 2021 18h00 | ( Højbjerg) Poulsen 2e | (1 - 0) | 55e T. Hazard (De Bruyne ) · 70e De Bruyne (E. Hazard ) | Spectateurs : 23 395 Arbitrage : Björn Kuipers Arbitre vidéo : Pol van Boekel | Spectateurs : 23 395 Arbitrage : Björn Kuipers Arbitre vidéo : Pol van Boekel |
| 17 juin 2021 18h00 | Rapport                |         |                                                         | Spectateurs : 23 395 Arbitrage : Björn Kuipers Arbitre vidéo : Pol van Boekel | Spectateurs : 23 395 Arbitrage : Björn Kuipers Arbitre vidéo : Pol van Boekel |

| Danemark | Belgique |

| DANEMARK :      |    |                       |     |     |
|                 |    |                       |     |     |
| Gardien de but  | 1  | Kasper Schmeichel     |     |     |
|                 | 5  | Joakim Mæhle          |     |     |
|                 | 3  | Jannik Vestergaard    |     | 84e |
|                 | 4  | Simon Kjær            |     |     |
|                 | 6  | Andreas Christensen   |     |     |
|                 | 8  | Thomas Delaney        |     | 72e |
|                 | 23 | Pierre-Emile Højbjerg |     |     |
|                 | 18 | Daniel Wass           | 59e | 61e |
|                 | 9  | Martin Braithwaite    |     |     |
|                 | 14 | Mikkel Damsgaard      | 69e | 72e |
|                 | 20 | Yussuf Poulsen        |     | 61e |
| Remplaçants :   |    |                       |     |     |
|                 | 15 | Christian Nørgaard    |     | 61e |
|                 | 17 | Jens Stryger Larsen   |     | 61e |
|                 | 21 | Andreas Cornelius     |     | 72e |
|                 | 24 | Mathias Jensen        | 81e | 72e |
|                 | 11 | Andreas Olsen         |     | 84e |
| Sélectionneur : |    |                       |     |     |
| Kasper Hjulmand |    |                       |     |     |

| BELGIQUE :       |    |                           |     |     |
|                  |    |                           |     |     |
| Gardien de but   | 1  | Thibaut Courtois          |     |     |
|                  | 5  | Jan Vertonghen            |     |     |
|                  | 18 | Jason Denayer             |     |     |
|                  | 2  | Toby Alderweireld         |     |     |
|                  | 16 | Thorgan Hazard            | 90e | 90e |
|                  | 19 | Leander Dendoncker        |     | 59e |
|                  | 8  | Youri Tielemans           |     |     |
|                  | 15 | Thomas Meunier            |     |     |
|                  | 11 | Yannick Ferreira Carrasco |     | 59e |
|                  | 9  | Romelu Lukaku             |     |     |
|                  | 14 | Dries Mertens             |     | 46e |
| Remplaçants :    |    |                           |     |     |
|                  | 7  | Kevin De Bruyne           |     | 46e |
|                  | 10 | Eden Hazard               |     | 59e |
|                  | 6  | Axel Witsel               |     | 59e |
|                  | 3  | Thomas Vermaelen          |     | 90e |
| Sélectionneur :  |    |                           |     |     |
| Roberto Martínez |    |                           |     |     |

| Assistants : Sander van Roekel Erwin Zeinstra Quatrième arbitre : Andreas Ekberg Homme du match : Romelu Lukaku |

#### Finlande - Belgique
| Match 30                   | Finlande | 0 - 2   | Belgique                                                  | Stade Krestovski, Saint-Petersbourg                                      |                                                                          |
| 21 juin 2021 21h00 (22h00) |          | (0 - 0) | 74e (csc) Hrádecký (Vermaelen ) · 81e Lukaku (De Bruyne ) | Spectateurs : 18 545 Arbitrage : Felix Brych Arbitre vidéo : Marco Fritz | Spectateurs : 18 545 Arbitrage : Felix Brych Arbitre vidéo : Marco Fritz |
| 21 juin 2021 21h00 (22h00) | Rapport  |         |                                                           | Spectateurs : 18 545 Arbitrage : Felix Brych Arbitre vidéo : Marco Fritz | Spectateurs : 18 545 Arbitrage : Felix Brych Arbitre vidéo : Marco Fritz |

| Finlande | Belgique |

| FINLANDE :      |    |                      |       |
|                 |    |                      |       |
| Gardien de but  | 1  | Lukáš Hrádecký       |       |
|                 | 18 | Jere Uronen          | 70e   |
|                 | 3  | Daniel O'Shaughnessy |       |
|                 | 2  | Paulus Arajuuri      |       |
|                 | 4  | Joona Toivio         |       |
|                 | 22 | Jukka Raitala        |       |
|                 | 6  | Glen Kamara          |       |
|                 | 14 | Tim Sparv            | 59e   |
|                 | 8  | Robin Lod            | 90+1e |
|                 | 10 | Teemu Pukki          | 90+1e |
|                 | 20 | Joel Pohjanpalo      | 70e   |
| Remplaçants :   |    |                      |       |
|                 | 11 | Rasmus Schüller      | 59e   |
|                 | 19 | Joni Kauko           | 70e   |
|                 | 17 | Nikolai Alho         | 70e   |
|                 | 26 | Marcus Forss         | 90+1e |
|                 | 9  | Fredrik Jensen       | 90+1e |
| Sélectionneur : |    |                      |       |
| Markku Kanerva  |    |                      |       |

| BELGIQUE :       |    |                   |       |
|                  |    |                   |       |
| Gardien de but   | 1  | Thibaut Courtois  |       |
|                  | 3  | Thomas Vermaelen  |       |
|                  | 18 | Jason Denayer     |       |
|                  | 4  | Dedryck Boyata    |       |
|                  | 22 | Nacer Chadli      |       |
|                  | 6  | Axel Witsel       |       |
|                  | 7  | Kevin De Bruyne   | 90+1e |
|                  | 24 | Leandro Trossard  | 75e   |
|                  | 10 | Eden Hazard       |       |
|                  | 9  | Romelu Lukaku     | 84e   |
|                  | 25 | Jérémy Doku       | 76e   |
| Remplaçants :    |    |                   |       |
|                  | 15 | Thomas Meunier    | 76e   |
|                  | 23 | Michy Batshuayi   | 76e   |
|                  | 20 | Christian Benteke | 84e   |
|                  | 17 | Hans Vanaken      | 90+1e |
| Sélectionneur :  |    |                   |       |
| Roberto Martínez |    |                   |       |

| Assistants : Mark Borsch Stefan Lupp Quatrième arbitre : Davide Massa Homme du match : Kevin De Bruyne |

### Huitième de finale

#### Belgique - Portugal
| Match 39           | Belgique                 | 1 - 0   | Portugal | Stade La Cartuja, Séville                                                |                                                                          |
| 27 juin 2021 21h00 | ( Meunier) T. Hazard 42e | (1 - 0) |          | Spectateurs : 11 504 Arbitrage : Felix Brych Arbitre vidéo : Marco Fritz | Spectateurs : 11 504 Arbitrage : Felix Brych Arbitre vidéo : Marco Fritz |
| 27 juin 2021 21h00 | Rapport                  |         |          | Spectateurs : 11 504 Arbitrage : Felix Brych Arbitre vidéo : Marco Fritz | Spectateurs : 11 504 Arbitrage : Felix Brych Arbitre vidéo : Marco Fritz |

| Belgique | Portugal |

| BELGIQUE :       |    |                    |     |       |
|                  |    |                    |     |       |
| Gardien de but   | 1  | Thibaut Courtois   |     |       |
|                  | 3  | Thomas Vermaelen   | 72e |       |
|                  | 5  | Jan Vertonghen     |     |       |
|                  | 2  | Toby Alderweireld  | 81e |       |
|                  | 16 | Thorgan Hazard     |     | 90+5e |
|                  | 6  | Axel Witsel        |     |       |
|                  | 8  | Youri Tielemans    |     |       |
|                  | 15 | Thomas Meunier     |     |       |
|                  | 10 | Eden Hazard        |     | 87e   |
|                  | 9  | Romelu Lukaku      |     |       |
|                  | 7  | Kevin De Bruyne    |     | 48e   |
| Remplaçants :    |    |                    |     |       |
|                  | 14 | Dries Mertens      |     | 48e   |
|                  | 11 | Yannick Carrasco   |     | 87e   |
|                  | 19 | Leander Dendoncker |     | 90+5e |
| Sélectionneur :  |    |                    |     |       |
| Roberto Martínez |    |                    |     |       |

| PORTUGAL :      |    |                   |     |     |
|                 |    |                   |     |     |
| Gardien de but  | 1  | Rui Patrício      |     |     |
|                 | 5  | Raphaël Guerreiro |     |     |
|                 | 3  | Pepe              | 77e |     |
|                 | 4  | Rúben Dias        |     |     |
|                 | 20 | Diogo Dalot       | 51e |     |
|                 | 16 | Renato Sanches    |     | 78e |
|                 | 26 | João Palhinha     | 45e | 78e |
|                 | 8  | João Moutinho     |     | 55e |
|                 | 21 | Diogo Jota        |     | 70e |
|                 | 7  | Cristiano Ronaldo |     |     |
|                 | 10 | Bernardo Silva    |     | 55e |
| Remplaçants :   |    |                   |     |     |
|                 | 23 | João Félix        |     | 55e |
|                 | 11 | Bruno Fernandes   |     | 55e |
|                 | 9  | André Silva       |     | 70e |
|                 | 13 | Danilo Pereira    |     | 78e |
|                 | 24 | Sérgio Oliveira   |     | 78e |
| Sélectionneur : |    |                   |     |     |
| Fernando Santos |    |                   |     |     |

| Assistants : Mark Borsch Stefan Lupp Quatrième arbitre : Georgi Kabakov Homme du match : Thorgan Hazard |

### Quart de finale

#### Belgique - Italie
| Match 46                  | Belgique            | 1 - 2   | Italie                                | Allianz Arena, Munich                                                          |                                                                                |
| 2 juillet 2021 21h00 CEST | Lukaku 45+2e (pen.) | (1 - 2) | 31e Barella (Verratti ) · 44e Insigne | Spectateurs : 12 984 Arbitrage : Slavko Vinčić Arbitre vidéo : Bastian Dankert | Spectateurs : 12 984 Arbitrage : Slavko Vinčić Arbitre vidéo : Bastian Dankert |
| 2 juillet 2021 21h00 CEST | Rapport             |         |                                       | Spectateurs : 12 984 Arbitrage : Slavko Vinčić Arbitre vidéo : Bastian Dankert | Spectateurs : 12 984 Arbitrage : Slavko Vinčić Arbitre vidéo : Bastian Dankert |

| Belgique | Italie |

| BELGIQUE :       |    |                   |     |     |     |
|                  |    |                   |     |     |     |
| Gardien de but   | 1  | Thibaut Courtois  |     |     |     |
|                  | 5  | Jan Vertonghen    |     |     |     |
|                  | 3  | Thomas Vermaelen  |     |     |     |
|                  | 2  | Toby Alderweireld |     |     |     |
|                  | 16 | Thorgan Hazard    |     |     |     |
|                  | 8  | Youri Tielemans   | 21e | 69e |     |
|                  | 6  | Axel Witsel       |     |     |     |
|                  | 15 | Thomas Meunier    |     | 69e |     |
|                  | 25 | Jérémy Doku       |     |     |     |
|                  | 7  | Kevin De Bruyne   |     |     |     |
|                  | 9  | Romelu Lukaku     |     |     |     |
| Remplaçants :    |    |                   |     |     |     |
|                  | 14 | Dries Mertens     |     |     | 69e |
|                  | 22 | Nacer Chadli      |     | 73e | 69e |
|                  | 26 | Dennis Praet      |     |     | 73e |
| Sélectionneur :  |    |                   |     |     |     |
| Roberto Martínez |    |                   |     |     |     |

| ITALIE :        |    |                      |     |       |
|                 |    |                      |     |       |
| Gardien de but  | 21 | Gianluigi Donnarumma |     |       |
|                 | 4  | Leonardo Spinazzola  |     | 79e   |
|                 | 3  | Giorgio Chiellini    |     |       |
|                 | 19 | Leonardo Bonucci     |     |       |
|                 | 2  | Giovanni Di Lorenzo  |     |       |
|                 | 6  | Marco Verratti       | 20e | 74e   |
|                 | 8  | Jorginho             |     |       |
|                 | 18 | Nicolò Barella       |     |       |
|                 | 10 | Lorenzo Insigne      |     | 79e   |
|                 | 17 | Ciro Immobile        |     | 74e   |
|                 | 14 | Federico Chiesa      |     | 90+1e |
| Remplaçants :   |    |                      |     |       |
|                 | 16 | Bryan Cristante      |     | 74e   |
|                 | 9  | Andrea Belotti       |     | 74e   |
|                 | 11 | Domenico Berardi     | 90e | 79e   |
|                 | 13 | Emerson              |     | 79e   |
|                 | 25 | Rafael Tolói         |     | 90+1e |
| Sélectionneur : |    |                      |     |       |
| Roberto Mancini |    |                      |     |       |

| Assistants : Tomaž Klančnik Andraž Kovačič Quatrième arbitre : Fernando Rapallini Homme du match : Lorenzo Insigne |

## Statistiques

### Temps de jeu
| Joueur             |          |          |          |          |          | TT       | But inscrit | Passe décisive | MJ       | MT       | Légende |
| ------------------ | -------- | -------- | -------- | -------- | -------- | -------- | ----------- | -------------- | -------- | -------- | --- |
| Gardiens           | Gardiens | Gardiens | Gardiens | Gardiens | Gardiens | Gardiens | Gardiens    | Gardiens       | Gardiens | Gardiens | Abréviations et symboles : TT : Total de minutes jouées MJ : Nombre de matchs joués MT : Matchs joués en tant que titulaire : but : passe décisive : joueur entré : joueur remplacé : capitaine : carton jaune : carton rouge |
| Thibaut Courtois   | 90       | 90       | 90       | 90       | 90       | 450      |             |                | 5        | 5        | Abréviations et symboles : TT : Total de minutes jouées MJ : Nombre de matchs joués MT : Matchs joués en tant que titulaire : but : passe décisive : joueur entré : joueur remplacé : capitaine : carton jaune : carton rouge |
| Simon Mignolet     |          |          |          |          |          | 0        |             |                |          |          | Abréviations et symboles : TT : Total de minutes jouées MJ : Nombre de matchs joués MT : Matchs joués en tant que titulaire : but : passe décisive : joueur entré : joueur remplacé : capitaine : carton jaune : carton rouge |
| Matz Sels          |          |          |          |          |          | 0        |             |                |          |          | Abréviations et symboles : TT : Total de minutes jouées MJ : Nombre de matchs joués MT : Matchs joués en tant que titulaire : but : passe décisive : joueur entré : joueur remplacé : capitaine : carton jaune : carton rouge |
| Défenseurs         |          |          |          |          |          |          |             |                |          |          | Abréviations et symboles : TT : Total de minutes jouées MJ : Nombre de matchs joués MT : Matchs joués en tant que titulaire : but : passe décisive : joueur entré : joueur remplacé : capitaine : carton jaune : carton rouge |
| Toby Alderweireld  | 90       | 90       |          | 90       | 90       | 360      |             |                | 4        | 4        | Abréviations et symboles : TT : Total de minutes jouées MJ : Nombre de matchs joués MT : Matchs joués en tant que titulaire : but : passe décisive : joueur entré : joueur remplacé : capitaine : carton jaune : carton rouge |
| Thomas Vermaelen   | 14       | 1        | 90       | 90       | 90       | 285      |             | 1              | 5        | 3        | Abréviations et symboles : TT : Total de minutes jouées MJ : Nombre de matchs joués MT : Matchs joués en tant que titulaire : but : passe décisive : joueur entré : joueur remplacé : capitaine : carton jaune : carton rouge |
| Dedryck Boyata     | 90       |          | 90       |          |          | 180      |             |                | 2        | 2        | Abréviations et symboles : TT : Total de minutes jouées MJ : Nombre de matchs joués MT : Matchs joués en tant que titulaire : but : passe décisive : joueur entré : joueur remplacé : capitaine : carton jaune : carton rouge |
| Jan Vertonghen     | 76       | 90       |          | 90       | 90       | 346      |             |                | 4        | 4        | Abréviations et symboles : TT : Total de minutes jouées MJ : Nombre de matchs joués MT : Matchs joués en tant que titulaire : but : passe décisive : joueur entré : joueur remplacé : capitaine : carton jaune : carton rouge |
| Thomas Meunier     | 63       | 90       | 14       | 90       | 69       | 326      | 1           | 2              | 5        | 3        | Abréviations et symboles : TT : Total de minutes jouées MJ : Nombre de matchs joués MT : Matchs joués en tant que titulaire : but : passe décisive : joueur entré : joueur remplacé : capitaine : carton jaune : carton rouge |
| Jason Denayer      |          | 90       | 90       |          |          | 180      |             |                | 2        | 2        | Abréviations et symboles : TT : Total de minutes jouées MJ : Nombre de matchs joués MT : Matchs joués en tant que titulaire : but : passe décisive : joueur entré : joueur remplacé : capitaine : carton jaune : carton rouge |
| Leander Dendoncker | 90       | 59       |          | 1        |          | 150      |             |                | 3        | 2        | Abréviations et symboles : TT : Total de minutes jouées MJ : Nombre de matchs joués MT : Matchs joués en tant que titulaire : but : passe décisive : joueur entré : joueur remplacé : capitaine : carton jaune : carton rouge |
| Timothy Castagne   | 27       |          |          |          |          | 27       |             |                | 1        | 1        | Abréviations et symboles : TT : Total de minutes jouées MJ : Nombre de matchs joués MT : Matchs joués en tant que titulaire : but : passe décisive : joueur entré : joueur remplacé : capitaine : carton jaune : carton rouge |
| Milieux            |          |          |          |          |          |          |             |                |          |          | Abréviations et symboles : TT : Total de minutes jouées MJ : Nombre de matchs joués MT : Matchs joués en tant que titulaire : but : passe décisive : joueur entré : joueur remplacé : capitaine : carton jaune : carton rouge |
| Axel Witsel        |          | 31       | 90       | 90       | 90       | 301      |             |                | 4        | 3        | Abréviations et symboles : TT : Total de minutes jouées MJ : Nombre de matchs joués MT : Matchs joués en tant que titulaire : but : passe décisive : joueur entré : joueur remplacé : capitaine : carton jaune : carton rouge |
| Kevin De Bruyne    |          | 45       | 90       | 48       | 90       | 273      | 1           | 2              | 4        | 3        | Abréviations et symboles : TT : Total de minutes jouées MJ : Nombre de matchs joués MT : Matchs joués en tant que titulaire : but : passe décisive : joueur entré : joueur remplacé : capitaine : carton jaune : carton rouge |
| Youri Tielemans    | 90       | 90       |          | 90       | 69       | 339      |             |                | 4        | 4        | Abréviations et symboles : TT : Total de minutes jouées MJ : Nombre de matchs joués MT : Matchs joués en tant que titulaire : but : passe décisive : joueur entré : joueur remplacé : capitaine : carton jaune : carton rouge |
| Eden Hazard        | 18       | 31       | 90       | 86       |          | 225      |             | 1              | 4        | 2        | Abréviations et symboles : TT : Total de minutes jouées MJ : Nombre de matchs joués MT : Matchs joués en tant que titulaire : but : passe décisive : joueur entré : joueur remplacé : capitaine : carton jaune : carton rouge |
| Yannick Carrasco   | 77       | 59       |          | 3        |          | 139      |             |                | 3        | 2        | Abréviations et symboles : TT : Total de minutes jouées MJ : Nombre de matchs joués MT : Matchs joués en tant que titulaire : but : passe décisive : joueur entré : joueur remplacé : capitaine : carton jaune : carton rouge |
| Thorgan Hazard     | 90       | 90       |          | 90+5     | 90       | 365      | 2           |                | 4        | 4        | Abréviations et symboles : TT : Total de minutes jouées MJ : Nombre de matchs joués MT : Matchs joués en tant que titulaire : but : passe décisive : joueur entré : joueur remplacé : capitaine : carton jaune : carton rouge |
| Hans Vanaken       |          |          | 1        |          |          | 1        |             |                | 1        |          | Abréviations et symboles : TT : Total de minutes jouées MJ : Nombre de matchs joués MT : Matchs joués en tant que titulaire : but : passe décisive : joueur entré : joueur remplacé : capitaine : carton jaune : carton rouge |
| Nacer Chadli       |          |          | 90       |          | 4        | 94       |             |                | 2        | 1        | Abréviations et symboles : TT : Total de minutes jouées MJ : Nombre de matchs joués MT : Matchs joués en tant que titulaire : but : passe décisive : joueur entré : joueur remplacé : capitaine : carton jaune : carton rouge |
| Dennis Praet       | 13       |          |          |          | 17       | 30       |             |                | 2        |          | Abréviations et symboles : TT : Total de minutes jouées MJ : Nombre de matchs joués MT : Matchs joués en tant que titulaire : but : passe décisive : joueur entré : joueur remplacé : capitaine : carton jaune : carton rouge |
| Attaquants         |          |          |          |          |          |          |             |                |          |          | Abréviations et symboles : TT : Total de minutes jouées MJ : Nombre de matchs joués MT : Matchs joués en tant que titulaire : but : passe décisive : joueur entré : joueur remplacé : capitaine : carton jaune : carton rouge |
| Romelu Lukaku      | 90       | 90       | 84       | 90       | 90       | 444      | 4           |                | 5        | 5        | Abréviations et symboles : TT : Total de minutes jouées MJ : Nombre de matchs joués MT : Matchs joués en tant que titulaire : but : passe décisive : joueur entré : joueur remplacé : capitaine : carton jaune : carton rouge |
| Dries Mertens      |          | 45       |          | 42       | 21       | 108      |             |                | 4        | 1        | Abréviations et symboles : TT : Total de minutes jouées MJ : Nombre de matchs joués MT : Matchs joués en tant que titulaire : but : passe décisive : joueur entré : joueur remplacé : capitaine : carton jaune : carton rouge |
| Christian Benteke  |          |          | 6        |          |          | 6        |             |                | 1        |          | Abréviations et symboles : TT : Total de minutes jouées MJ : Nombre de matchs joués MT : Matchs joués en tant que titulaire : but : passe décisive : joueur entré : joueur remplacé : capitaine : carton jaune : carton rouge |
| Michy Batshuayi    |          |          | 14       |          |          | 14       |             |                | 1        |          | Abréviations et symboles : TT : Total de minutes jouées MJ : Nombre de matchs joués MT : Matchs joués en tant que titulaire : but : passe décisive : joueur entré : joueur remplacé : capitaine : carton jaune : carton rouge |
| Leandro Trossard   |          |          | 75       |          |          | 75       |             |                | 1        | 1        | Abréviations et symboles : TT : Total de minutes jouées MJ : Nombre de matchs joués MT : Matchs joués en tant que titulaire : but : passe décisive : joueur entré : joueur remplacé : capitaine : carton jaune : carton rouge |
| Jérémy Doku        |          |          | 76       |          | 90       | 166      |             |                | 2        | 2        | Abréviations et symboles : TT : Total de minutes jouées MJ : Nombre de matchs joués MT : Matchs joués en tant que titulaire : but : passe décisive : joueur entré : joueur remplacé : capitaine : carton jaune : carton rouge |

| Buts | Joueurs         | Adversaires              |
| ---- | --------------- | ------------------------ |
| 4    | Romelu Lukaku   | Russie, Finlande, Italie |
| 2    | Thorgan Hazard  | Danemark, Portugal       |
| 1    | Thomas Meunier  | Russie                   |
| 1    | Kevin De Bruyne | Danemark                 |

| Passes | Joueurs          | Adversaires        |
| ------ | ---------------- | ------------------ |
| 2      | Kevin De Bruyne  | Danemark, Finlande |
| 2      | Thomas Meunier   | Russie, Portugal   |
| 1      | Dries Mertens    | Russie             |
| 1      | Eden Hazard      | Danemark           |
| 1      | Thomas Vermaelen | Finlande           |

### Séjour et hébergement
La sélection des Diables Rouges établit son camp de base au centre national de football à Tubize.